# Scheidebecher

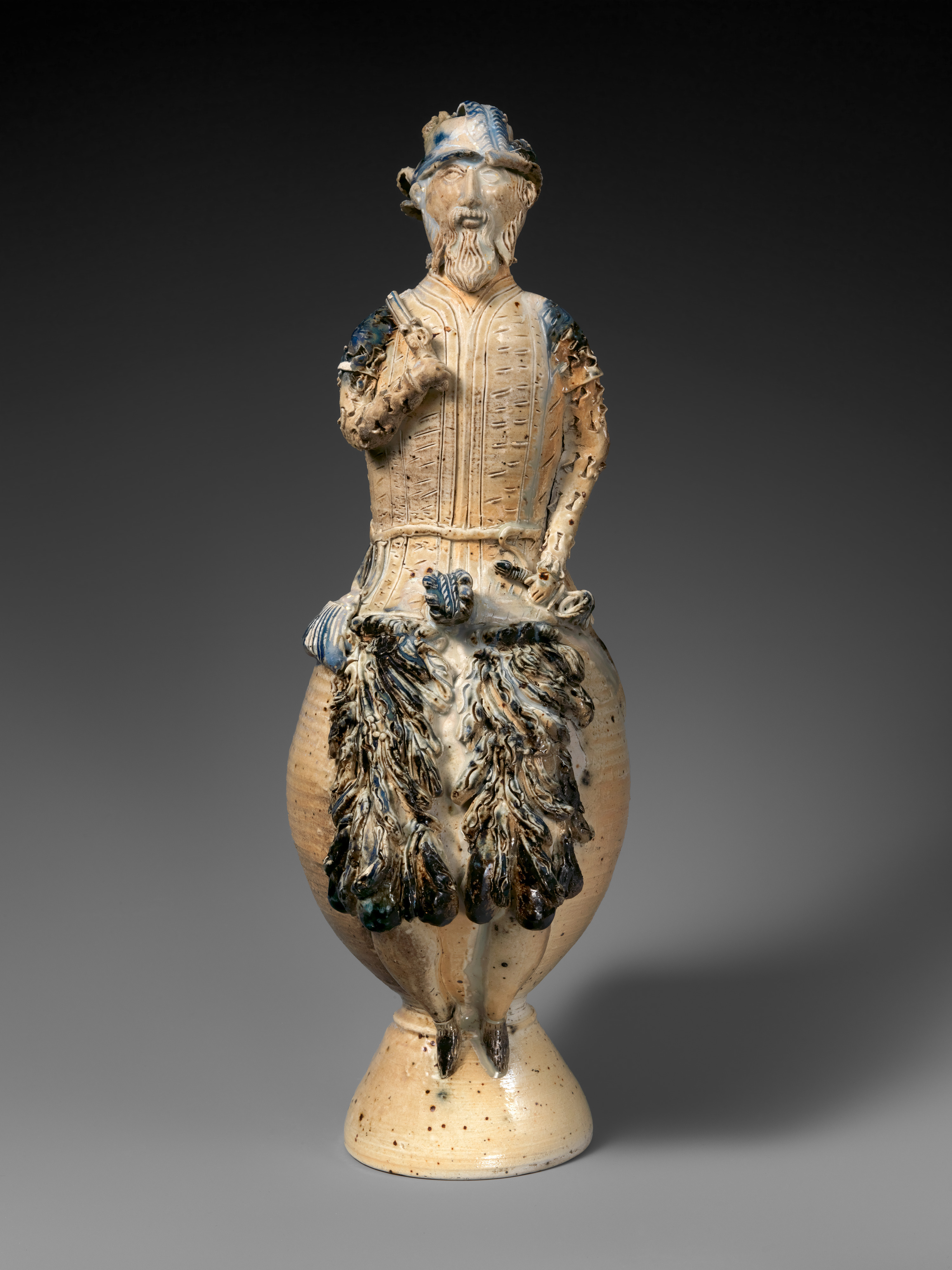
Sturzbecher, ca. 1550–70, Köln

Als Scheidebecher (auch Absacker oder Schlürschluck, in Österreich auch Fluchtachterl) wird in der Trinkkultur umgangssprachlich das letzte Getränk bezeichnet, das bei einer Feier oder anderen Veranstaltungen beim Abschied getrunken wird. Ein Stirrup Cup (wörtlich Steigbügelglas) bezeichnet den Vorgang bei der Verabschiedung von Gästen in den schottischen Highlands wie den alkoholischen Auftakt einer traditionellen Fuchsjagd und die zugehörigen Gläser.
Die Bezeichnung Scheidebecher stammt ursprünglich aus dem norddeutschen bzw. westfälischen Raum.

## Verwendungsbeispiele
„Und da Gefühle mitgefühlt nur heilen, / Vergiß auch du uns nicht, die schwach und jung, /
Und wie wir heut den Scheidebecher teilen, / So teile mit uns – die Erinnerung.“